# گیم بوی
گیم بوی (به انگلیسی: Game Boy) نام یک نوع کنسول بازی دستی با صفحه سیاه سفید ساخته شده توسط شرکت نینتندو است که در سال ۱۹۸۹ به قیمت ۸۰ دلار وارد بازار شد. گیم بوی اولین کنسول دستی موفق و همچنین پایه‌گذار سری کنسولهای موفق گیم بوی بود. فروش این کنسول در سراسر جهان به ۷۵ میلیون نسخه رسید.

## بازبینی‌ها

### گیم بوی پاکت

نشان واره گیم بوی پاکت
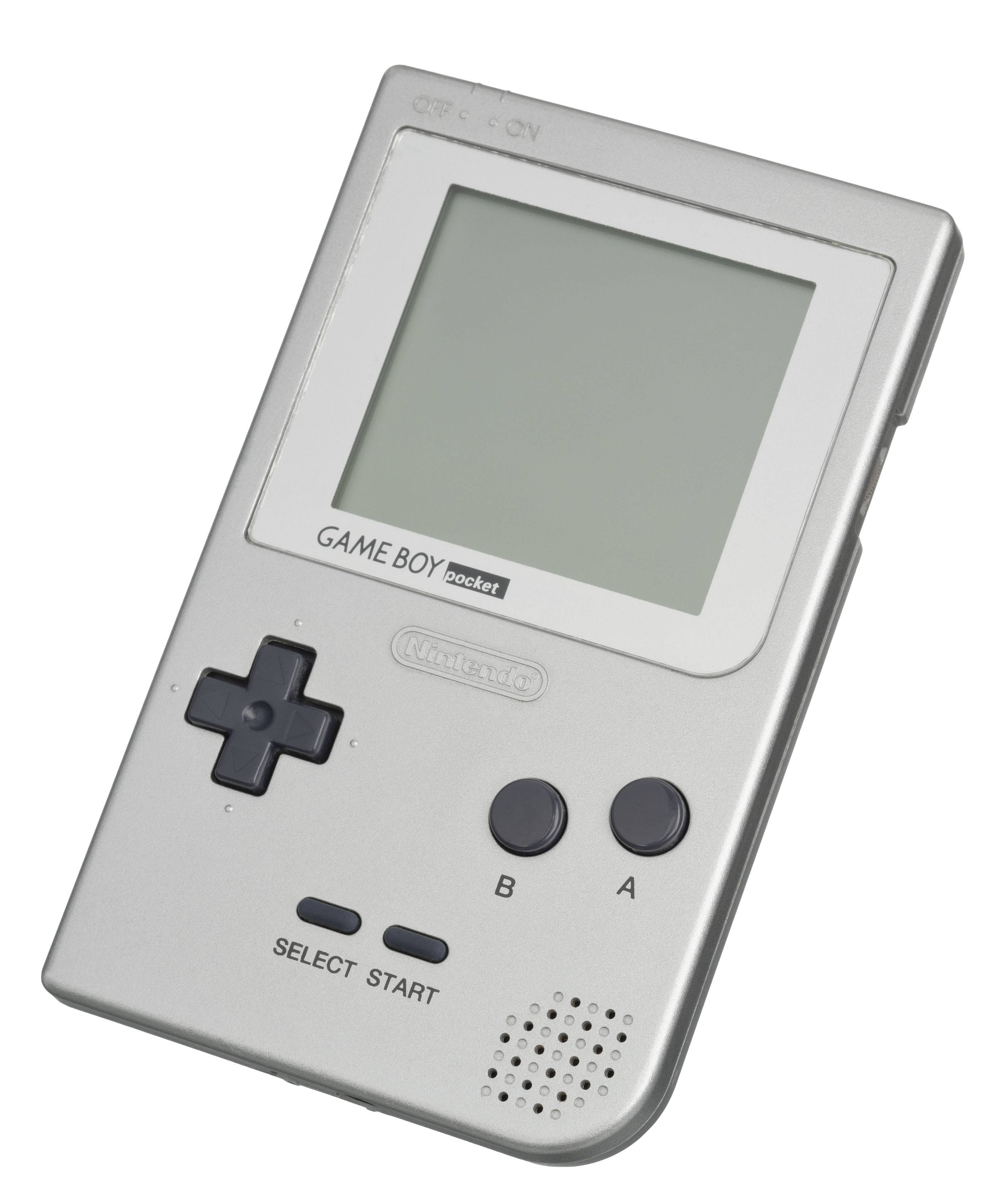
اولین گیم بوی پاکت منتشر شده

در ۲۱ ژوئیه ۱۹۹۶، نینتندو گیم بوی پاکت را با ۶۹/۹۹ دلار آمریکا منتشر کرد: این دستگاه یک واحد سبک‌تر و کوچک‌تر بود که به باتری کمتر نیاز داشت. فضای آن برای دو باتری AAA است که تقریباً ۱۰ ساعت بازی را فراهم می‌کند. پاکت دارای یک درگاه لینک کوچکتر است، که برای اتصال به گیم بوی قبلی به یک آداپتور نیاز دارد. از طراحی پورت به استثنای گیم بوی میکرو در تمام مدل‌های بعدی گیم بوی استفاده شده‌است. همچنین، گیم بوی پاکت دارای صفحه نمایش بزرگتری نسبت به گیم بوی کالر است که بعداً جایگزین آن شد.

### گیم بوی لایت

نشان واره گیم بوی لایت
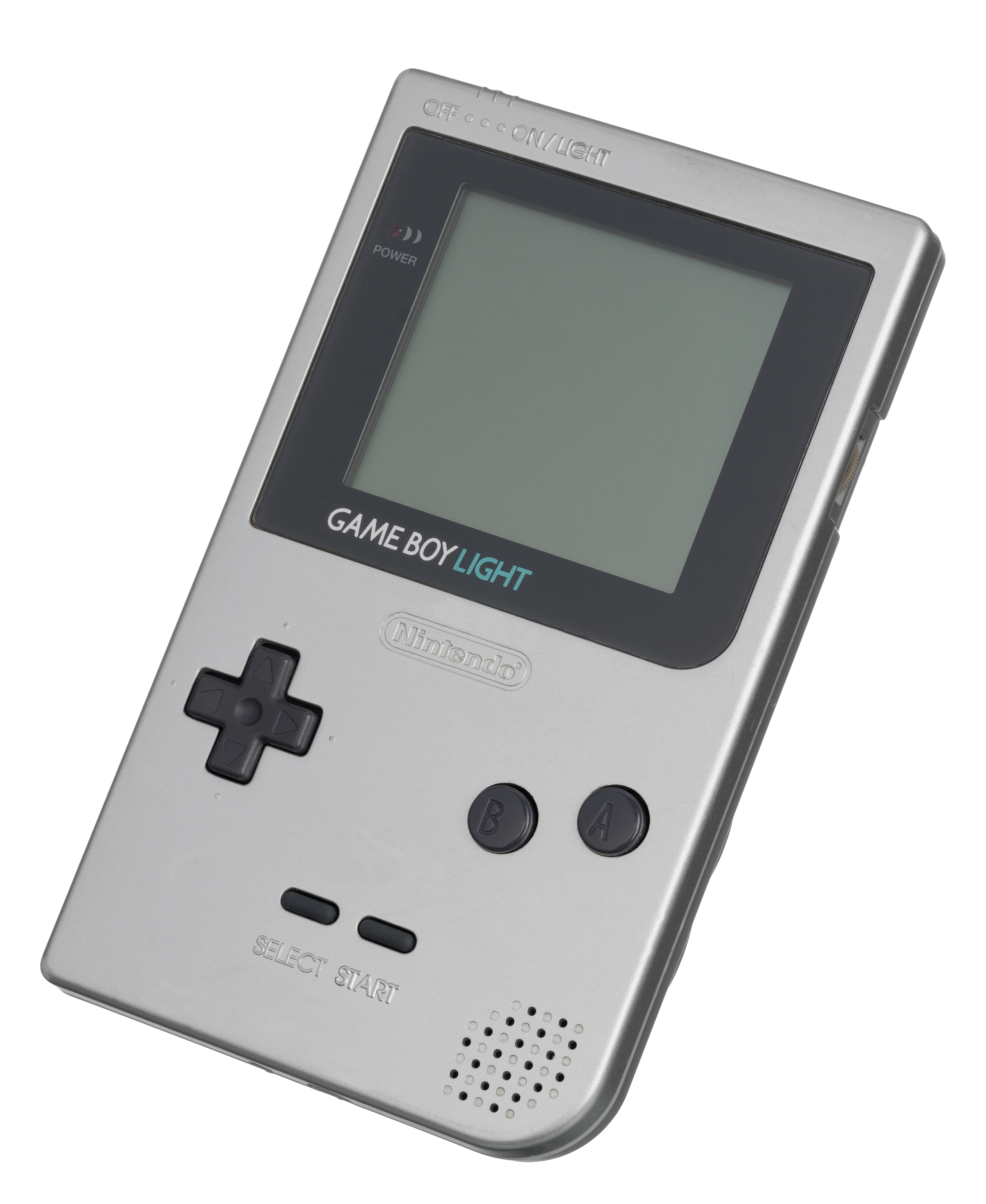
گیم بوی لایت

گیم بوی لایت در ۱۴ آوریل ۱۹۹۸ منتشر شد و فقط در ژاپن موجود است. این سیستم نیز مانند گیم بوی پاکت ۶۸۰۰ پوند قیمت داشت. گیم بوی لایت فقط کمی بزرگتر از گیم بوی پاکت است و دارای نور پس زمینه الکترولومینس برای شرایط کم نور است. از دو باتری قلمی استفاده می‌کند که تقریباً ۲۰ ساعت با روشن بودن چراغ و ۱۲ بار استفاده از آن روشن است.

## بازی‌های گیم بوی
در بسته گیم بوی یک بازی تتریس مجانی قرار داشت و مردم اکثراً آن را بخاطر همین بازی می‌خریدند. از جمله بازی‌های دیگر آن سری بازی‌های موفق پوکمون بود که بعد از مدتی تبدیل به پرفروش‌ترین بازی این دستگاه شد.